# Amt
Un amt es una voz germánica que da nombre a algunas divisiones administrativas subnacionales utilizadas en varios países europeos en los que se hablan lenguas germánicas. Es generalmente más grande que un municipio, y el término es algo aproximadamente equivalente al condado.

## En Alemania
En Alemania, el Amt (plural Ämter) es exclusivo de los estados federados de Schleswig-Holstein, Mecklemburgo-Pomerania Occidental y Brandeburgo. Otros estados alemanes tuvieron esta subdivisión en el pasado. Algunos estados tienen unidades administrativas semejantes llamadas Samtgemeinde (Baja Sajonia), Verbandsgemeinde (Renania-Palatinado) o Verwaltungsgemeinschaft (Baden-Wurtemberg, Baviera, Turingia, Sajonia-Anhalt). Esta equivale a la división administrativa española de mancomunidad.

## En Suiza
Los distritos del cantón de Lucerna se conocen como Ämter (singular Amt) y los del cantón de Berna como Amtsbezirke (singular Amtsbezirk).

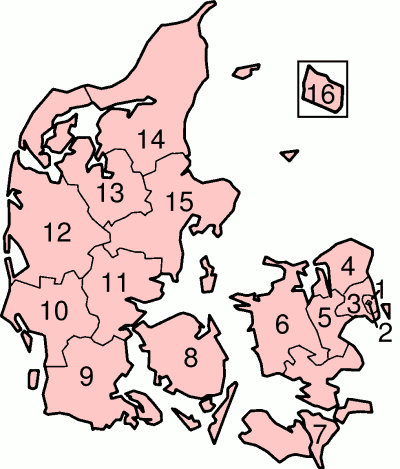
Los antiguos 13 amter de Dinamarca.

## En Dinamarca
El amt (plural amter) fue también una unidad administrativa en Dinamarca (e, históricamente, del Reino de Dinamarca y Noruega), y estaba formada por uno o más municipios.
La reforma municipal danesa creó cinco regiones administrativas para reemplazar los tradicionales trece amter. Al mismo tiempo, los municipios más pequeños se unieron en unidades más grandes, reduciendo el número de municipios de 271 a 98. La reforma se aplicó el 1 de enero de 2007.

## En Noruega
De 1662 a 1919, los condados de Noruega se llamaron amter. Ahora se los conoce como fylker.
- Datos: Q399445
- Multimedia: Ambachtsheerlijkheid / Q399445